# Питър Мейл
Питър Мейл (на английски: Peter Mayle) е английски писател, автор на поредица книги, разказващи за живота във френската провинция Прованс.

## Биография
Питър Мейл е роден в Брайтън, Великобритания. В продължение на петнадесет години работи в рекламната индустрия. Изоставя рекламния бизнес през 1975 г., за да пише образователни книги, в това число и серия по въпросите на половото възпитание на децата и младежите.
През 1989 г. книгата му „Една година в Прованс“ (A Year in Provence) става международен бестселър. В нея е описана една година от живота на автора и неговата съпруга в едно село във френската провинция Прованс. Книгите на Питър Мейл са преведени на повече от двадесет езика.
Питър Мейл живее в Лурмарен (Lourmarin), разположен в Люберон (Luberon), Прованс, Франция.
British Book Awards обявява „Една година в Прованс“ за най-добрата книга за пътувания за 1989 г., а Питър Мейл – за най-добър автор за 1992 г. През 2002 г. френското правителство го прави Кавалер на Ордена на почетния легион.
„Една година в Прованс“ е екранизирана като телевизионен сериал през 1993 г. с Джон Тоу (John Thaw) в главната роля. Романът „Добра година“ (англ. A Good Year) става основа за едноименния филм от 2006 г. с режисьор – Ридли Скот (Ridley Scott), и Ръсел Кроу (Russel Crowe) в главната роля.